# Heterocladium angustifolium
Heterocladium angustifolium är en bladmossart som beskrevs av R. Watanabe 1960. Heterocladium angustifolium ingår i släktet trasselmossor, och familjen Thuidiaceae. Inga underarter finns listade i Catalogue of Life.